# Roodbandkoet
De roodbandkoet (Fulica armillata) behoort tot de familie van de rallen.

## Verspreiding en leefgebied
Deze soort komt voor in Argentinië, zuidelijk Brazilië, Chili, Paraguay en Uruguay.

## Status
De grootte van de populatie wordt geschat op één miljoen volwassen vogels. Op de Rode lijst van de IUCN heeft deze soort de status niet bedreigd.